# Bristol (Indiana)
Pour les articles homonymes, voir Bristol.
Bristol est une commune américaine située dans le nord de l'Indiana, dans le comté d'Elkhart.